# Берберські мови
Берберські (бербе́ро-лівійські) мови — мови берберів, одна з двох підсімей берберо-давньоканарської сім'ї, що входить до афразійської макросім'ї. Другою підсім'єю є маловивчені давньоканарські (канарські) мови (відомо кількасот одиниць словника гуанчів), які можуть бути однією з гілок берберських мов. Загальна кількість мовців точно не відома й оцінена від 17 до 25 млн осіб.
Назва «бербери» походить від грец. βάρβαροι, лат. barbari або араб. ʔal-barbaru; їхня самоназва — imaziɣən (імазіген), однина amaziɣ (амазіг), звідки самоназва мови — tamaziɣt / ⵜ ⴰ ⵎ ⴰ ⵥ ⵉ ⵖ ⵜ (тамазігт). Назва «берберо-лівійські» вказує на включення можливо споріднених давніх мов Північної Африки («лівійських»), точне співвідношення яких із сучасними берберськими мовами не зовсім зрозуміле: вони можуть бути однією з окремих гілок або входити до різних відомих відгалужень.

## Розповсюдження
Берберські мови поширені на території Північної Африки від Середземноморського узбережжя до річок Сенегал та Нігер на півдні і від Атлантичного узбережжя до західного Єгипту на сході. Вони представлені в таких країнах:
- Марокко (понад 9 млн носіїв)
- Алжир (4,7 мільйона)
- Туніс (30 тисяч)
- Лівія (близько 200 тисяч)
- Нігер (понад 700 тисяч)
- Малі (близько 450 тисяч)
- Мавританія (200–300 осіб)
- Єгипет (10 тисяч)
- Буркіна-Фасо (понад 200 тисяч)
- можливо, також Нігерія і Сенегал
- в результаті недавніх міграцій частина носіїв мови опинилася в Ізраїлі (єврейсько-берберські діалекти) та Франції.

## Рання історія
Відокремлення носіїв праберберо-давньоканарських від близьких їм прачадців і прахемітів відбулося в долині Нілу в 6 тисячоліття до н. е., після чого перші рушили на захід (це відбито в наскельних зображеннях Сахари). З початку 3 тисячоліття до н. е. праберберо-лівійці зафіксовані як західні сусіди Єгипту (в текстах Давнього царства і єгипетському мистецтві). Мова-предок сучасних берберських мов розділилась в кінці 2 тисячоліття до н. е. після значних поразок «народів моря» і їхніх союзників-лівійців від єгиптян, що, можливо, спричинило відхід частини лівійських племен від кордонів Єгипту та їхнє розсіяння в західному і південно-західному напрямках. Колонізувавши середземноморське узбережжя, вони в VII–XI ст., частково витиснуті арабами вглиб континенту, частково перейшли на арабську мову.

## Класифікація
Загальновизнано виділення західної, північної і південної гілок; щодо східно-берберських мов існують різні думки. Окремо розглядають давні лівійські мови, про які збережено дуже мало відомостей. Загалом відомо близько 45 живих мов і кілька вимерлих. За конфесійною ознакою виділяють єврейсько-берберські діалекти.

### Західна гілка
Складена з однієї мови — зенага (200–300 осіб на південному заході Мавританії і, можливо, північному заході Сенегалу).

### Північна гілка
Складена з 3 груп: атласька, зенетська і кабільська.
- Атласька група (центр Марокко: Атлаські гори, захід Алжиру) складена з 3 підгруп (9 мов), причому сенхаджа трохи ближча до шильської, ніж до центрально-атласької; часто до цієї ж групи зараховують мову сегрушен (див. зенетську групу).
  - Ташельхіт (гори Антиатласу, захід Високого Атласу і долина річки Сус на заході Марокко; близько 7 млн)[1]
  - тамазігська підгрупа (гори Центрального Атласу в центрі Марокко; понад 3 млн): мови середньоатласька, східно-високоатласька і демнатська.
  - мова сенхаджа (-сраір) (північ Марокко)
- Зенетська група має найбільше мов (близько 22), які об'єднуються у 6 підгруп:
  - сегрушенська мова (північ Марокко)
  - північно-західно-зенетська підгрупа (північ Марокко, також на північному заході Алжиру): мови ріфська (тарифіт) і майже вимерлі гмара, ізнасинсько-уараінська і, можливо, тлемсенська
  - північно-східно-зенетська підгрупа (північний Алжир): мови басейну річки Шеліфф (шенуа, френда-уарсеніс, блідська) і мова шауя
  - західносахарська підгрупа (південний захід Алжиру і схід Марокко): мови туатська, тідікельтська (тит), гурарська, південнооранська, фігігська
  - мзаб-уаргла підгрупа (оази північно-східному краю алжирської Сахари): мови мзабська, уаргла, рігська (тугурт)
  - східнозенетська підгрупа: мови сенедська, джерба, тамезретська в Тунісі (30 тисяч, зуарська (зуара) і нефуська на північному заході Лівії (понад 150 тисяч носіїв);

Кабільська група (північно-східний Алжир; 4–5 млн осіб): кабільська мова з діалектами Великої і Малої Кабілії.

### Східна гілка
Часто розглядають як дві незалежні гілки, до того ж з різним наповненням. 7 живих мов і щонайменше 1 вимерла: гадамеська, сокна, фоджаха, тмесса, ауджа, джагбубська, зурська (куфра) (оази Лівії; близько 20 тисяч носіїв), сиванська (сива, сіуа; оаза Сива в північно-західному Єгипті; близько 20 тисяч носіїв).

### Південна (туарезька) гілка
Близько 1,9 млн носіїв поширені в Сахарі: Алжир, Малі, Нігер, Лівія, Буркіна-Фасо, Нігерія, Чад. Поділяють на 3 групи, які відповідно до рефлексів * z (зокрема в самоназві * tămāzəq) називаються sha (тамашек, південно-західна), za (тамажек, південно-східна) і ha (тамахак, північна).
- північнотуарезька група (76 тисяч осіб): мови західно-тамахакські (включаючи ахне, тахаггарт) і східно-тамахакські (включаючи гат, ураген)
- південно-західно-туарезька група (480 тисяч осіб): мова тамашек з говорами танеслемт, тадгак, даусак та іншими
- південно-східно-туарезька група (1,3 млн осіб): мова тамажек з говорами тауллеммет, аїр (таярт) та борку

### Давньолівійські мови
Мертві мови трьох груп пам'яток: фецансько-триполітанських, західно-нумідійських і східно-нумідійських, що належать до кінця 1-го тисячоліття до н. е. — першої половині 1-го тисячоліття н. е.). Записані давньолівійською абеткою, а також кілька написів латинкою.

## Писемність
Від давньолівійської абетки походить берберський алфавіт, який дійшов до наших днів завдяки туарегам Сахари, — тифінаг. Останнім часом його прагнуть застосувати і до північноберберських мов, зокрема в Марокко він офіційно впроваджений у шкільне викладання. В Алжирі популярніша латинська писемність (особливо для кабільської мови), яка є офіційною також у Нігері й Малі. Арабська абетка, яку застосовують для берберських мов з Середніх віків, зараз збережена переважно в Марокко і Лівії.